# Simfonia núm. 14 (Mozart)
La Simfonia núm. 14 en la major, K. 114, és una composició de Wolfgang Amadeus Mozart acabada el 30 de desembre de 1771, quan Mozart tenia quinze anys. També, quinze dies abans de la mort de l'Arquebisbe Sigismund von Schrattenbach.
La simfonia està instrumentada per a dues flautes, dos oboès, dues trompes i corda. Consta de quatre moviments:
1. Allegro moderato, en compàs 2/2.
2. Andante, en compàs 3/4.
3. Menuetto & Trio, en compàs 3/4.
4. Molto allegro, en compàs 2/4.